# Anton Kailan
Anton Kailan, né le 15 juillet 1879 à Vienne et mort le 20 août 1939 dans la même ville, est un chimiste.

## Biographie
Anton Kailan nait le 15 juillet 1879 à Vienne. Lui et Stephan Jahn (mort en 1911), mesurent la chaleur de décomposition de l'ozone.
En 1922 il reçoit le Prix Haitinger.
Il meurt le 20 août 1939 dans sa ville natale.

## Œuvres
- (de) « Über das Gleichgewicht und die gegenseitige Umwandlungsgeschwindigkeit von Fumar-und Maleinsäure im Lichte einer Quarzquecksilberlampe », dans Zeitschrift für Physikalische Chemie, vol. 87, n° 1, 1914, p. 333-356.
- « Ueber die chemischen Wirkungen der durchdringenden Radiumstrahlung » dans Mitteilungen des Institutes für Radiumforschung, vol. 11, n° 119, 1919
- « Über Reaktionen in der durchdringenden Radiumstrahlung und im Quarzglasultraviolett », dans Zeitschrift für Physikalische Chemie, vol. 95, n° 1920, p. 215-246.

### en collaboration
- avec Ludwig Olbrich : « Über die Zerfallsgeschwindigkeit von Kaliumpersulfat in wässeriger Lösung », dans Monatshefte für Chemie und verwandte Teile anderer Wissenschaften, vol. 47, n° 8, 1926, p. 449-484.
- avec Eugen Leisek, « Die Zersetzung von Persulfaten in wässeriger Lösung, dans Monatshefte für Chemie und verwandte Teile anderer Wissenschaften, vol. 50, n° 1, 1928, p. 403-428.